# Remparts de Cuiseaux
Les remparts de Cuiseaux sont des remparts situés sur le territoire de la commune de Cuiseaux dans le département français de Saône-et-Loire et la région Bourgogne-Franche-Comté.

## Historique
Ils font l'objet d'une inscription au titre des monuments historiques depuis le 29 juin 1927.